# 3087 Beatrice Tinsley
3087 Beatrice Tinsley је астероид главног астероидног појаса чија средња удаљеност од Сунца износи 3,076 астрономских јединица (АЈ).
Апсолутна магнитуда астероида је 12,8.